# Anatoma emilioi
Anatoma emilioi is een slakkensoort uit de familie van de Anatomidae. De wetenschappelijke naam van de soort is voor het eerst geldig gepubliceerd in 2011 door Geiger.